# Termância
Emília Materna Termância (em latim: Aemilia Materna Thermantia), conhecida apenas como Termância, foi uma imperatriz-consorte romana do ocidente, segunda esposa do imperador Honório. Ela era filha do general Estilicão, o poderoso mestre dos soldados (magister militum) do Império Romano do Ocidente, e irmã de Euquério e da primeira esposa de Honório, Maria.

## Imperatriz
Termância se casou com Honório no início de 408, um ano depois da morte da imperatriz Maria, sua irmã. Segundo Zósimo, tanto Honório quanto Serena queriam que o casamento se realizasse, mas Estilicão "não aprovava". O historiador conta que as duas irmãs morreram virgens.

## Queda de Estilicão
De toda forma, o matrimônio durou pouco. Estilicão havia prometido uma aliança com Alarico I, o rei dos visigodos, para reforçar as pretensões de Honório sobre a Prefeitura Pretoriana da Ilíria. Na época do casamento, Alarico já havia deixado a região do Epiro e atravessou as montanhas para entrar na Itália, onde pediu um grande resgate para deixar a região em paz. Estilicão marchou para Roma desejando se consultar com o imperador e com o Senado sobre o assunto. O Senado aprovou a paz e Honório, que era contra, marchou para Ravena, contra a vontade de Estilicão, para estabelecer ali a sua base de onde poderia tentar derrubar o rival. Neste ínterim, morreu o imperador do oriente Arcádio e Estilicão, que estava lidando com um motim entre as tropas, queria seguir rapidamente para Constantinopla com a intenção de assumir a regência de Teodósio II, o filho de Arcádio, que era muito jovem. O próprio Honório também queria fazer o mesmo, mas Estilicão convenceu-o a não fazê-lo por conta dos custos e do perigo que ele já enfrentava no ocidente com o usurpador Constantino ainda à solta. Ele aconselhou também que Honório chamasse Alarico para lidar com o rebelde e se ofereceu para ir ele próprio ao oriente para instruir o jovem imperador.
Apesar da concordância do imperador, o plano de Estilicão falhou por causa da intervenção de Olímpio, um oficial dos guardas da corte, que indicou ao imperador que Estilicão na verdade pretendia ir ao oriente para colocar no trono seu próprio filho, Euquério. As tropas de Ravena, também avisadas por Olímpio, prenderam Estilicão por ordem do imperador e logo depois o executaram por crimes contra o império. Euquério fugiu para Roma. Depois disso, "todos os assuntos da corte passaram a ser geridos por Olímpio segundo seus desejos e vontades", diz Zósimo. Não somente os amigos e aliados de Estilicão foram perseguidos, mas também todos os que tinham por ele qualquer consideração.

## Divórcio e últimos anos
Repudiada depois da morte do pai em agosto de 408, Termância foi devolvida à mãe. O imperador ordenou que o irmão dela, Euquério, fosse encontrado e executado. "Tendo encontrado-o numa igreja em Roma, para onde havia fugido em busca de santuário, ele não foi molestado por respeito ao lugar". Diante da ameaça de Alarico, que perigava tomar Roma, dois eunucos do imperador por fim cumpriram a ordem de matá-lo para que não caíssem nas mãos do invasor.
| “ | Os eunucos....tendo entregado Termância, a esposa de Honório, à mãe, seguiram por mar até onde estava o imperador na Gália Lugdunense, onde vivia na época, pois não conseguiram alcancá-lo pelo mesmo caminho que tinham vindo. Por estas razões, o imperador entendeu que deveria agradecer aos serviços prestados à república premiando estes dois eunucos por suas grandes façanhas - entregar Termância à mãe e matar Euquério - e nomeou Tarêncio um camareiro imperial e o cargo imediatamente abaixo deu a Arsácio. | ” |
|   | — Zósimo, Nova História. |   |

Durante o prolongado cerco de Roma por Alarico, Serena foi falsamente acusada de conspirar com os visigodos e executada com a aprovação de sua prima pelo lado paterno, Gala Placídia. Pagão, Zósimo atribui a morte de Serena a um castigo divino por ter profanado um templo dedicado a Reia no ano de 394. Na ocasião, uma anciã, a última das virgens vestais teria supostamente amaldiçoado Serena e sua família. Porém, ele nada diz a respeito de Termância.
Segundo o Chronicon Paschale, notícias da morte de Termância chegaram a Constantinopla em 30 de julho de 415 dando conta que ela teria morrido alguns meses antes. Honório nunca mais se casou e morreu sem filhos em 423.